# Ibis verd
L'ibis verd (Mesembrinibis cayennensis) és una espècie d'ocell de la família dels tresquiornítids (Threskiornithidae), l'única espècie del gènere Mesembrinibis, que habita boscos empantanegats, estanys i corrents fluvials als boscos de la zona Neotropical, des de Panamà, nord i est de Colòmbia sud de Veneçuela i Guaiana, cap al sud, a través de l'est de l'Equador i del Perú, Bolívia i Brasil fins al Paraguai i nord-est de l'Argentina.